# Liste der Monuments historiques in Eyrans
Die Liste der Monuments historiques in Eyrans führt die Monuments historiques in der französischen Gemeinde Eyrans auf.

## Liste der Objekte
| Bezeichnung               | Beschreibung           | Standort                       | Kennzeichnung | Schutzstatus | Datum | Bild |
| ------------------------- | ---------------------- | ------------------------------ | ------------- | ------------ | ----- | ---- |
| Skulptur Madonna mit Kind | Stein, 17. Jahrhundert | in der Kirche St-Pierre (Lage) | PM33001662    | Inscrit      | 1988  |      |